# Lepilemur grewcockorum
Espèce
Statut de conservation UICN

CRB1ab(i,iii,v) : 
En danger critique
Lepilemur grewcockorum est une espèce de Lemuriformes de la famille des Lepilemuridae endémique du Nord de Madagascar. Décrit initialement en 2006 sous le nom L. grewcocki par différentiation morphologique il est rebaptisé en 2009 sous son nom actuel. Comme beaucoup de lémuriens il est malheureusement en voie de disparition, l'UICN l'a classé en danger critique d'extinction.

## Description
Lepilemur grewcockorum est un lépilemur de taille moyenne faisant entre 53 et 54 cm de long dont 28 ou 29 cm pour la queue et un poids d'environ 900 g, ce qui est légèrement plus petit que Lepilemur jamesorum. La  fourrure est principalement grise sur le dessus, gris pâle à blanche sur le dessous, avec des zones tachetées de chocolat sur les épaules et le long des côtés du corps, une bande sombre sur la ligne médiane de la calotte peut se prolonger sur le dos chez certains individus. Lepilemur grewcockorum présente un peu de rose blanchâtre au-dessus du menton et blanchâtre sur le menton et la gorge. Les oreilles sont assez visibles, avec des poils courts sur la surface dorsale, ce qui les fait paraître presque roses. La queue est généralement toute grise, mais peut avoir une pointe blanche en fonction des individus.

## Répartition et habitat
Lepilemur grewcockorum est endémique de Madagascar et se rencontre dans la province de Majunga dans le Nord-Ouest de l'île et plus précisément sur la façade nord ouest de la région de Sofia. On le retrouve dans des fragments de forêts primaires denses montagneuses et côtières notamment près de la rivières Sofia,,. Du fait de la déforestation mais aussi du braconnage cette espèce est considérée par l'UICN comme étant en danger critique d'extinction.

## Systématique
Le nom valide complet (avec auteur) de ce taxon est Lepilemur grewcocki Louis Jr., Engberg, Lei, Geng, Sommer, Randriamampionona, Randriamanana, Zaonarivelo et al., 2006,.
Lepilemur grewcocki a pour synonymes :
- Lepilemur grewcockorum Louis Jr., Engberg, Lei, Geng, Sommer, Randriamampionona, Randriamanana, Zaonarivelo et al., 2006
- Lepilemur manasamody Craul, Zimmermann, Rasoloharijaona, Randrianambinina & Radespiel, 2007

### Publication originale
- (en) E.E. Louis Jr., S.E. Engberg, R. Lei, H. Geng, J.A. Sommer, R. Ramaromilanto, J.C. Randriamanana, J.R. Zaonarivelo, R. Andriantompohavana, G. Randria, Prosper, B. Ramaromilanto, G. Rakotoarisoa, A. Rooney et R.A. Brenneman, « Molecular and morphological analyses of the sportive lemurs (Family Megaladapidae: Genus Lepilemur) reveals 11 previously unrecognized species », Texas Tech University Special Publications, no 49,‎ 2006, p. 1–49 (lire en ligne)